# Martti Aiha
Hannu Martti Matias Aiha, född 23 december 1952 i Pudasjärvi, död 5 maj 2023 i Borgå, var en finländsk skulptör och målare.
Aiha studerade vid Konstindustriella läroverket 1970–72 och Finlands konstakademis skola 1972–1976 samt ställde första gången ut 1973. Sin första separatutställning höll han 1976. Han har undervisat vid Konstindustriella högskolan och Bildkonstakademin.
Han började med att ställa ut figurskulpturer i brons och gips, men i början av 1980-talet övergick han bland annat till bambu och trä. Samtidigt prövade han även på måleriet, som han ibland återkommit till. Hans ornamentalt utformade skulpturer i trä, som ökade i omfång i slutet av 1980-talet, har även ofta varit bemålade till exempel i blåa, röda eller svarta färger.
Aiha uppmärksammades tidigt för sin intensitet, mångsidighet och nyskapande stil. Han fick Postbankens stora konstpris vid utställningen Ex-Pohja i Fiskars 1987 och har sedan dess varit en av de mest centrala bland bildhuggarna och en förnyare av träskulpturen. Sina största offentliga skulpturer har Aiha utfört i betong (1987) och aluminium. I början av 1990-talet segrade han i en tävling arrangerad av Alko med den tretton meter höga, svartmålade aluminiumskulpturen Rumba som avtäcktes 1992 i hörnet av Porkalagatan och Östersjögatan i Helsingfors.
En retrospektiv utställning av hans verk hölls 2008 på Sara Hildéns konstmuseum i Tammerfors.  Han erhöll Dukatpriset 1980, Pro Finlandia-medaljen 1991 och Prins Eugen-medaljen 2013.

## Offentliga verk i urval
- Sivullinen, skulptur, Tuulensuu skulpturpark, Viitasaari, 1999